# Zalaszentgrót
Zalaszentgrót [zalasentgrót] je město v západním Maďarsku v župě Zala, blízko jejího trojmezí s župami Vas a Veszprém. Nachází se asi 25 km severovýchodně od župního města Zalaegerszegu a je správním městem stejnojmenného okresu. Žije zde přibližně 5 700 obyvatel. Podle údajů z roku 2011 zde žijí 95,4 % Maďaři, 1,93 % Romové a 1,56 % Němci.
Město leží u řeky Zala. Nejbližším městem je Sümeg, poblíže jsou též obce Kallósd, Kehidakustány, Kisgörbő, Sénye, Tekenye, Türje a Zalaszentlászló.
Ve městě se nachází termální lázně Szent Gróth Termálfürdő és Szabadidőközpont.